# Heinrich Pilartz
Maria Johannes Heinrich Pilartz (* 18. Februar 1899 in Köln; † 3. November 1968 ebenda) war ein Numismatiker aus Köln. 
Er stammte aus einer bekannten Kölner Familie. Sein Vater gründete 1893 mit vier weiteren Personen die angesehene Kölner Bürgergesellschaft als Aktiengesellschaft.
Große römische Münzfunde in Köln führten dazu, dass Heinrich Pilartz schon sehr früh viele römische Kaisermünzen zusammentrug, die bald zu einer umfangreichen Sammlung führten. 1920 machte er sich als Goldschmiedemeister selbständig und war weithin für seine schöpferischen Arbeiten bekannt. Das Geschäft blühte schnell auf und er beschäftigte wenig später 22 Gold- und Silberschmiede.
In seinem Beruf hatte er viel mit Goldgulden, Dukaten und prachtvollen Talern zu tun, die er nun in großer Zahl sammelte. Als Gründungsmitglied des alten Kölner Numismatikervereins "Münzgilde" kannte er die Spezialitäten und Eigenheiten fast aller Münzsammler aus dem mittleren Rheinland. Dies führte zum Anfang seines Münzhandels, der sich schnell vergrößerte.

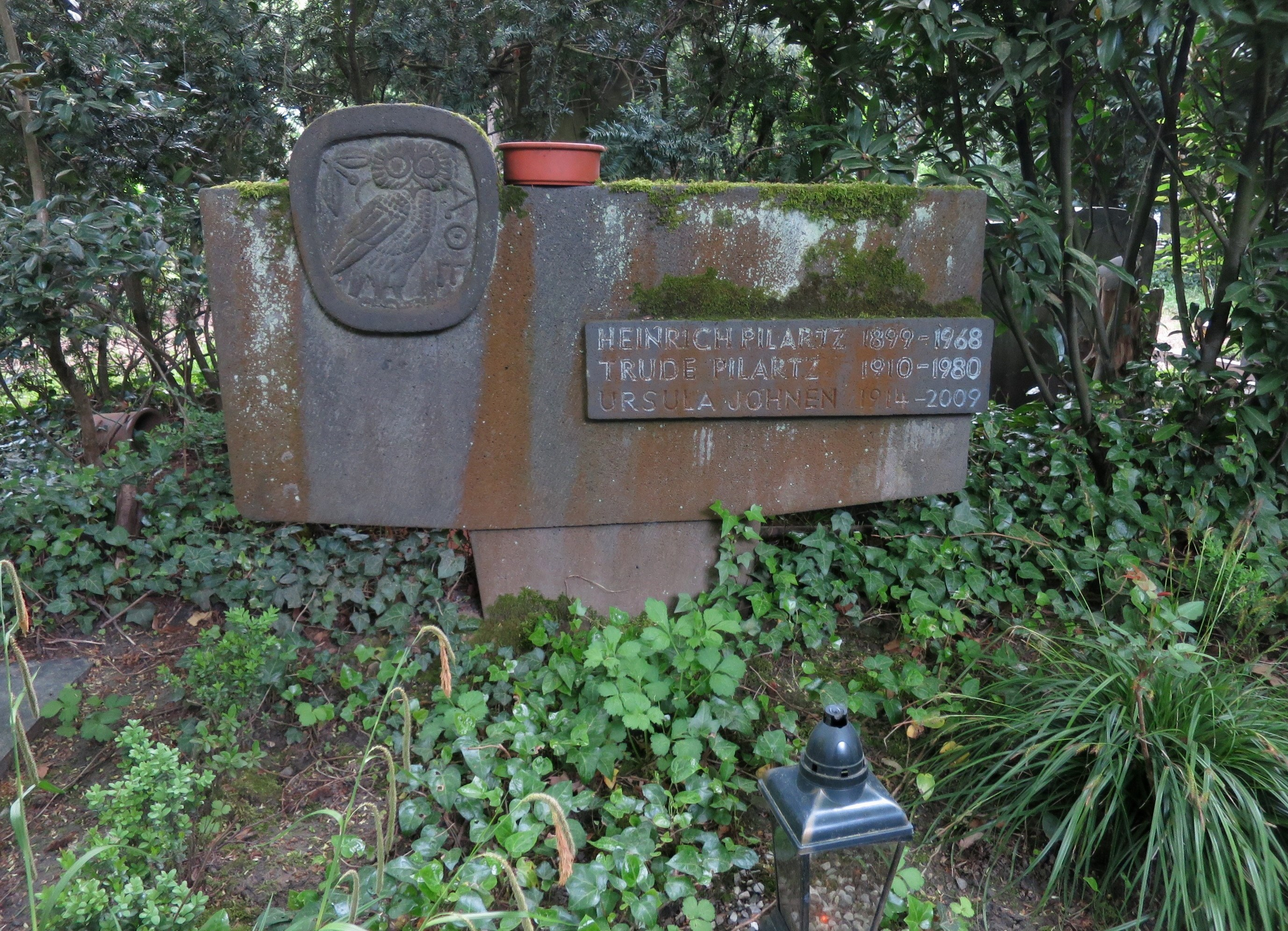
Grab auf dem Friedhof Melaten

Eine Bombennacht 1944 vernichtete den größten Teil seiner Münzbestände (ca. 10.000 Taler). Es war eine der wichtigsten Münzsammlungen Europas. Der durch Auslagerung nach Schloss Rockenbach in Franken erhalten gebliebene Rest war aber immer noch sehr umfangreich.
Bis zu seinem Tod im Jahr 1968 entwickelte sich sein Münzhandel mit Umsätzen aus Auktionen, Verkaufskatalogen und Ladenverkauf sprunghaft. Als wissenschaftliche Mitarbeiter beschäftigte er Frau Dr. Beck und P. N. Schulten. Pilartz gehörte zu den bedeutendsten deutschen Münzhändlern seiner Zeit.
Seine Grabstätte befindet sich auf dem Kölner Friedhof Melaten (Lit. G, zwischen Lit. D+E).